# Сипягин, Всеволод Николаевич
Все́волод Никола́евич Сипя́гин (1819—1893) — участник боевых действий на Кавказе и Крымской войны 1853—1856 гг., почётный опекун, генерал-лейтенант.

## Биография
Всеволод Николаевич Сипягин родился 10 июля 1819 года и принадлежал к старинному дворянскому роду Костромской губернии, известному с конца XVI века. Известность на военной службе получили его дед — Мартемьян (Мартьян) Яковлевич Сипягин (1737—1803), вице-адмирал и глава Московской адмиралтейской конторы, и отец — Николай Мартемьянович Сипягин (1782—1828) — герой Отечественной войны 1812 года, генерал-лейтенант, Тифлисский военный губернатор. Дед по матери Все́волод Андре́евич Все́воложский — действительный камергер, отставной гвардии ротмистр, статский советник, устроитель первого парохода на Каме. В городе Всеволожск ему установлен памятник (2009). Мать Всеволода Николаевича Мария Васильевна Всеволожская умерла рано и отец женился вторично; родившийся от его 2-го брака единокровный брат Всеволода Сергей Николаевич Сипягин стал отцом Дмитрия Сергеевича Сипягина, занимавшего в царствование Николая II пост министра внутренних дел. Дядя Никита Всеволодович Всеволожский-водевилист, переводчик, певец-любитель, страстный театрал, основатель общества «Зелёная лампа». Из рода Всеволожских. Прадед Никита Афанасьевич Бекетов приближённый и (в течение короткого времени) фаворит императрицы Елизаветы Петровны, впоследствии генерал-поручик, глава Астраханской губернии (1763—1780). Район посёлка Старая Отрада (в составе Волгограда) в его честь неофициально именуется Бекетовкой.
Получив образование в Пажеском корпусе, Сипягин 8 августа 1839 годы был выпущен из камер-пажей корнетом в лейб-гвардии Гусарский полк. Продолжая службу в полку, 6 декабря 1840 года произведён в поручики, ровно через три года — в штабс-ротмистры и принимал участие в боевых действиях на Кавказе в 1842 году. 8 ноября 1844 года Сипягин был назначен адъютантом начальника 1-й лёгкой кавалерийской дивизии, но уже 11 февраля 1845 года вышел в отставку с военной службы с чином ротмистра гвардии.
Проживая в своём имении в Московской губернии, Сипягин в январе 1850 года был избран предводителем дворянства Богородского уезда, а затем переизбран на новое трёхлетие. В 1850 году Сипягиным была возобновлена работа фарфоровой фабрики в Елизаветино, после 1855 года она сдана в аренду крестьянину Туркину. На фабрике выделывались разного рода фарфоровые изделия, посуда и фигуры. На изделиях ставилось клеймо двух видов 1) с гербом владельца и надписью: «Фабрика В. Н. Сипягина Моск. г. Бог. у.» или просто: «Фабрика В. Н. Сипягина Московск. губ.» (Табл. XII , 15). И 2) с надписью вязью «В. Сипягин» в медальоне между 4 коронами (Табл. XIII , 18).В 1853 году генералом Сипягиным построена под именем кладбищенской церковь во имя Спаса Нерукотворного Образа. Долгое время она стояла неотделанною и неосвященною, пока в 1884 году не была разобрана. Из материала этой церкви устроена каменная колокольня в соседнем с Елизаветиным селе Казанском — Мере ". 15 января 1854 года из Богородска выступил 3-й батальон 63-го пехотного полка. Накануне этого дня на городской площади в Богородске было совершено молебствие, на нём присутствовали городские чиновники, жители города и предводитель дворянства Сипягин. Во время истинно радушного обеда Сипягин провозгласил первый тост за здравие Государя Императора и всего Августейшего дома. Этот тост был принят как везде и всегда на Руси громким и единодушным ура. . Во время Крымской войны 1853—1856 годов он вновь поступил на военную службу в качестве начальника дружины № 116 государственного ополчения (16 февраля 1855 года) и 20 марта того же годы был переименован в подполковники.
1 января 1857 года Сипягин был назначен командиром 1-го гренадерского стрелкового батальона, 6 марта следующего года — 3-го  учебного стрелкового батальона (1 июня 1860 года переименован в 4-й резервный стрелковый). С 20 октября 1861 года по 10 февраля 1863 года находился в бессрочном отпуску. Полковник (16 апреля 1862 года).
10 февраля 1863 года Сипягин был назначен состоять при Отдельном гвардейском корпусе, 8 октября 1864 года — состоять для особых поручений при Главнокомандующем войсками гвардии и Петербургского военного округа великом князе Николае Николаевиче (Старшем). Занимая эту должность на протяжении более 15 лет (по 6 марта 1880 года), он 17 апреля 1866 годы был произведён в генерал-майоры (со старшинством на основании Манифеста 1762 года; впоследствии установлено с 30 августа 1869 года), а 1 января 1880 года — в генерал-лейтенанты. 30 августа 1875 года награждён орденом Святого Владимира 2-й степени.
С 9 ноября 1879 года по 3 апреля 1885 года Сипягин являлся попечителем Дома Императрицы Марии Фёдоровны для призрения бедных, а 22 сентября 1881 года был назначен почётным опекуном Опекунского совета учреждений Императрицы Марии по Санкт-Петербургскому присутствию, с зачислением по Войску Донскому. В качества почётного опекуна Сипягин участвовал, в частности, в постройке Донского Мариинского института в Новочеркасске и Кавказского девичьего института в Тифлисе. Его служба по ведомству Императрицы Марии была отмечена орденами Белого орла и Святого Александра Невского.
В середине 1880-х годов генерал-лейтенантом Сипягиным был построен дом в Буйском уезде (современный адрес — город Буй, улица Октябрьской революции, дом 2 (Постановлением Буйского уездного земского собрания 1887 г., изд. Кострома, губ. Типография, 1888 г., с. 18)[прояснить]. К этому времени Всеволод Николаевич вышел в отставку и начал заниматься хозяйством. По наследству от отца ему перешла усадьба Романцево близ с. Покровского в Александровской волости Буйского уезда. Сипягнин был самым крупным помещиком в Буйском уезде, только строевого леса имел 22000 десятины, не считая полей, была своя мельница, маслобойня, сыроварни и даже один из первых винокуренных заводов в Буйском уезде (Материалы для географии и статистики России, собранные офицерами генерального штаба, Костромская губерния, составитель Я. Крживоблоцкий , СПб, типография Н. Тиблена и К, 1861 г., с. 224).
Всеволод Николаевич неоднократно избирался в почётные мировые судьи, ему часто приходилось бывать в городе по делам кроме того, он вёл широкую торговлю продукцией, производимой в его хозяйстве. Всё это и привело к решению: выстроить свой торговый дом, а деньги и влияние наиболее родовитого дворянина в крае позволило выбрать самый удачный участок, в центре города. Дом был двухэтажным, имел два независимых входа, внизу размещались приказчики, которые и вели торговлю, а на втором этаже были просторные комнаты для членов семьи. Это было дорогое строение, с оценкой 1205 руб., тогда как в среднем в Буе оценивались 25-40 руб. в год (Постановлением Буйского уездного собрания, сентябрь 1887 г., изд. Кострома, губ. Типография, 1888 г., с. 18).
22 октября 1893 года генерал-лейтенант Сипягин скончался в Санкт-Петербурге и был похоронен на Никольском кладбище Александро-Невской лавры. 11 ноября исключён из списков умершим.

Полковникъ Всеволодъ Николаевичъ Сипягинъ, старый лейбъ- гусаръ, состоявшш при Его Высочеств* для поручешй, — отличался необыкновенно веселымъ нравомъ; онъ былъ большой загЪйникъ и придумывалъ всяюя шалости.

## Семья
Сипягин был женат на Александре Николаевне Норовой (30 марта 1825 — 8 февраля 1895) и от этого брака имел четырёх детей:
- Владимира Всеволодовича (10 июля 1847—1911), выпускника Пажеского корпуса 1866 года, офицера гвардии, удостоенного золотой сабли с надписью «за храбрость» за участие в Русско-турецкой войне 1877—1878 годов, впоследствии предводителя дворянства Буйского уезда Костромской губернии, в чине действительного статского советника и придворном звании состоящего в должности шталмейстера управляющего Камеральным отделением Кабинета Е. И. В., закончившего службу шталмейстером Высочайшего двора (III класс Табели о рангах) и чиновником для особых поручений при министре Императорского двора и уделов;
- Ольгу Всеволодовну (род. 30 ноября 1848), 16 августа 1868 года вышедшую замуж за юриста, впоследствии статского советника Николая Константиновича Гобято и ставшую матерью героя Первой мировой войны генерала Леонида Николаевича Гобято[9];
- Бориса Всеволодовича (род. 1 августа 1854), офицера гвардии;
- Всеволода Всеволодовича (30 августа 1857 — 2 октября 1887 года), выпускника Пажеского корпуса 1877 года.

## Военные чины
- Корнет (08.08.1838)[10]
- Поручик (06.12.1840)
- Штабс-ротмистр (06.12.1843)
- Подполковник (20.03.1855)
- Полковник (16.04.1862)
- Генерал-майор (30.08.1869)
- Генерал-лейтенант (01.01.1880)

## Награды
- Орден Святого Станислава 2-й степени с Императорской короной (1864 год)[10]
- Орден Святого Владимира 3-й степени (1868 год)
- Орден Святого Станислава 1-й степени (1871 год)
- Орден Святой Анны 1-й степени (1872 год)
- Орден Святого Владимира 2-й степени (30 августа 1875 год)
- Орден Белого Орла (1883 год)
- Орден Святого Александра Невского (1 января 1889 года)

иностранные:
- турецкий орден Меджидие 1-й степени (1872 год)
- прусский орден Красного Орла 2-й степени со звездой (1873)
- австрийский орден Франца-Иосифа большого креста (1874 год)
- турецкий орден Османие 2-й степени (1881 год)

## Сочинения
- Путешествие Его Императорского Высочества Государя Великого Князя Николая Николаевича старшего, по Турции, Сирии, Палестине и Египту в 1872 году. — СПб., 1873.